# 금호음악인상
금호음악인상은 금호아시아나문화재단이 2004년부터 제정하여 수여하는 상으로서, 고 박성용 금호아시아나문화재단 이사장 및 금호아시아나그룹 명예회장이 한국의 클래식 발전을 위해 뛰어난 음악성과 큰 장래성을 지닌 젊은 음악가중 일년 동안 가장 활발한 음악 성과를 보였으며, 향후 세계적인 음악가로 발돋움할만한 연주자를 선정하여 전폭적인 후원과 지속적인 성장을 독려하기 위해 만들었다. 이와 동시에 이 음악인의 탄생에 큰 공헌을 한 스승에게 금호음악스승상을 수여하였는데 이는 그 공로를 인정하고 감사하기 위함이다.

## 수상자
- 2004년 제1회 금호음악인상 수상자 손열음(피아니스트) / 금호음악스승상 수상자 김대진 교수
- 2005년 제2회 금호음악인상 수상자 권혁주(바이올리니스트) / 금호음악스승상 수상자 김남윤 교수, 에두아르드 그라치 교수
- 2006년 제3회 금호음악인상 수상자 김선욱(피아니스트) / 금호음악스승상 수상자 김대진 교수
- 2007년 제4회 금호음악인상 수상자 없음
- 2008년 제5회 금호음악인상 수상자 이유라(바이올리니스트), 성민제(더블베이시스트) / 금호음악스승상 수상자 김남윤 교수, 미리암 프리드 교수, 이호교 교수
- 2013년 제6회 금호음악인상 수상자 클라라 주미 강(바이올리니스트)